# 假皮疽组织胞浆菌
假皮疽组织胞浆菌（学名：Histoplasma farciminosus），也称伪皮疽组织胞浆菌，是组织胞浆菌属一属致病真菌。假皮疽组织胞浆菌是Rivolta在1873年从病马溃疡的脓性分泌物中发现的。会引起马属动物(偶尔也感染骆驼)，形成淋巴管和淋巴结周围炎、肿胀、化脓、溃疡和肉芽肿结节为特征的慢性传染病。